# Матрух (гувернорат)
Матрух је један од 27 гувернората Египта. Заузима површину од 212.112 km². Према попису становништва из 2006. у гувернорату је живело 322.341 становника. Главни град је Матрух.

## Становништво
| 2006.   | 2012. (процена) |
| ------- | --------------- |
| 322.341 | 389.000         |